# Carl-Heinz Janson
Carl-Heinz Janson (* 13. Dezember 1931 in Waltershausen; † 23. September 2015 in Berlin) war ein deutscher Parteifunktionär (SED). Er war langjähriger Abteilungsleiter des Zentralkomitees der SED. 

## Leben
Janson, Sohn eines Arbeiters, besuchte die Volks- und die Oberschule. Er wurde 1948 Mitglied der FDJ und 1949 der SED. Nach dem Abitur besuchte er ab 1950 die Parteihochschule und studierte von 1952 bis 1958 an der Hochschule für Ökonomie in Berlin mit dem Abschluss als Diplom-Wirtschaftswissenschaftler. Danach arbeitete er als Ökonom in einem Betrieb für Buntmetallurgie in Aue.
Ab 1961 war er im Apparat des ZK der SED tätig. Er war zunächst Mitarbeiter der Wirtschaftskommission des Politbüros unter Erich Apel und ab 1962 Sektorenleiter in der Abteilung Planung und Finanzen unter Gerhard Schürer. Ab 1966 war er Leiter der Arbeitsgruppe sozialistische Wirtschaftsführung, die 1967 zur Abteilung aufgewertet wurde (Nachfolger von Günther Jahn) und Günter Mittag unterstand. Von 1976 bis 1989 war er Mitglied der Wirtschaftskommission beim Politbüro des ZK der SED. 
Nach der Wende 1989 arbeitete er als Pappenpresser, Pförtner, Kassierer und Verkäufer. 1993 wurde er Rentner und war als Dozent tätig.

## Auszeichnungen
- 1969 Orden Banner der Arbeit
- 1974 Vaterländischer Verdienstorden in Bronze[1]
- 1982 Vaterländischer Verdienstorden in Silber[2]

## Werke
- Totengräber der DDR. Wie Günter Mittag den SED-Staat ruinierte. Düsseldorf 1991